# Zwemdiploma

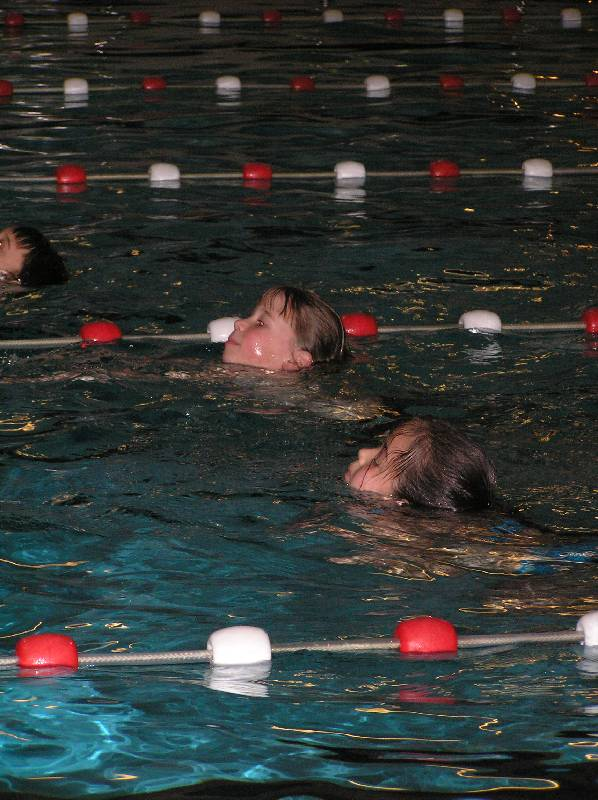
Kinderen zwemmen voor het A-diploma

Een zwemdiploma, ook wel zwemvaardigheidsbewijs of zwembrevet genoemd, is een bewijs dat iemand zwemmen heeft geleerd. Een eenmaal behaald zwemdiploma hoeft, anders dan bijvoorbeeld een rijbewijs, niet na verloop van tijd verlengd te worden.
Wanneer iemand wil werken in een functie waarbij zwemvaardigheid een vereiste is, bijvoorbeeld bij de politie of de brandweer, dient hij of zij over een erkend zwemvaardigheidsbewijs te beschikken. Het is daarom belangrijk om een behaald zwemdiploma zorgvuldig te bewaren, aangezien anders mogelijk extra tests gedaan moeten worden.

## Zwemdiploma's in België
Voor heel België worden zwembrevetten uitgegeven door de Koninklijke Belgische Zwembond (KBZB). In Vlaanderen worden ook zwembrevetten verstrekt door het 'Instituut voor Sportbeheer en recreatieBeleid' (ISB) en 'Gezinssport Vlaanderen'. Deze organisaties gebruiken ieder eigen systemen en methoden voor het lesgeven.

## Zwemdiploma's in Nederland
Sinds 1984 is er in Nederland het Nationale Zwemdiploma, dat sinds 1998 Zwem-ABC heet. Dit diploma bestaat uit drie landelijk erkende zwemdiploma's; A, B en C. Uitgever is de Nationale Raad Zwemveiligheid, dat verantwoordelijk is voor 95% van de afgiftes van de zwemdiploma's in Nederland. Wie ze alle drie gehaald heeft, wordt geacht volkomen vertrouwd te zijn in het water en zich in bijna alle mogelijke situaties zelf kunnen redden. Bij de lesopbouw voor het zwemdiploma speelt zwemveiligheid een grote rol. Er wordt rekening mee gehouden dat kinderen al vanaf vier jaar oud een zwemdiploma willen behalen.
De eisen voor het Zwem-ABC omvatten alle vaardigheden die nodig zijn bij het zwemmen in bijvoorbeeld een subtropisch zwemparadijs of in buitenwater. Ook wordt geleerd hoe te handelen bij onverwachts te water raken. Door de A-B-C-opbouw van het diplomasysteem wordt de leerling na het behalen van ieder van de diploma's weer wat vaardiger en dus ook veiliger in het water. Daarbij staat niet de techniek van de zwemslagen centraal, maar gaat het vooral om het veilig en vrij bewegen in het water in alle situaties waarin men terecht kan komen.
De exacte eisen voor het zwemdiploma zijn gepubliceerd in de uitgave Examenregeling Nationale Zwemdiploma's en op de internetsite van de NRZ. Officieel is de examenregeling op 1 januari 2018 van kracht geworden. Tot 1 september van dat jaar gold een overgangsperiode waarin de herziene BREZ 2.0 die op 1 mei 2010 van kracht was geworden (toen de stichting nog Nationaal Platform Zwembaden|NRZ heette), nog geldig was, sindsdien mag uitsluitend nog volgens de nieuwe richtlijnen diploma gezwommen worden.Tot september 2010 was de BREZ uit 1998 (de stichting heette toen Nationale Raad Zwemdiploma's) nog geldig. De verkorte eisen staan afgedrukt op de achterkant van elk diploma.
Wie het Zwem-ABC heeft behaald, heeft het predicaat zwemveilig. Na het behalen van het Zwem-ABC kan de zwemvaardigheid nog verder vergroot worden met de erop volgende algemene en specifieke zwemvaardigheidsdiploma's. Al deze Nederlandse zwemdiploma's worden uitgegeven door de NRZ. Daarnaast geeft ook de stichting ENVOZ zwemdiploma's uit. Deze diploma's zijn internationaal erkend, maar aanmerkelijk minder bekend dan de diploma's van de NRZ. ENVOZ is aangesloten bij de International Federation of Swimming Teacher Associations (IFSTA), een federatie van organisaties uit meer dan 25 landen.

### Geschiedenis van zwemdiploma's in Nederland
In 1890 startte de Nationale Zwem Bond (de latere KNZB) de eerste besprekingen over het diploma "Geoefend Zwemmer" en het diploma "Zwemmeester". In 1892 / 1893 werden de eerste diploma's daadwerkelijk uitgereikt. Vanaf dat moment waren er dus zwemdiploma's in Nederland: de Nationale Zwem Bond gaf in deze periode al snel de meeste zwemdiploma's af en was de enige organisatie die landelijke zwemdiploma's afgaf. In 1937 kwam er voor de eerste keer een "uniform Nederlands Zwemdiploma" al snel gevolgd door een viertal Zwemvaardigheidsdiploma's. Vanaf die tijd werden er door de KNZB naast de gewone zwemdiploma's ook aparte diploma's uitgegeven voor schoolzwemmen.
Al deze KNZB-diploma's werden in 1942 door de Duitse bezetter ondergebracht bij de overheid. Een bijzonder aspect bij deze wetgeving was de scheiding tussen scholieren en niet-scholieren. Wie het zwemdiploma behaalde via het schoolzwemmen kreeg een diploma van het ministerie van OC & W uitgereikt, niet-scholieren ontvingen een KNZB-diploma. Deze scheiding is tot 1984 gehandhaafd.
Na de oorlog is het diplomazwemmen bij de toenmalige ministers van CRM en O & W gebleven. De KNZB werd opnieuw belast met de uitvoering en het toezicht op het diplomazwemmen voor niet-scholieren. Het ministerie van OC & W bleef de schoolzwemdiploma's voor zijn rekening nemen. Later mocht ook de NCS zwemdiploma's uitgeven en kwamen er ook aparte diploma's voor schipperskinderen.
Van 1946-1984 waren er twee zwemdiploma's (Diploma 1 en Diploma 2). Verder had de KNZB nog de Zwemvaardigheidsdiploma’s A, B en C. De KNZB ging er destijds van uit dat jonge kinderen van een jaar of vijf echt nog geen zwemdiploma mochten halen, die visie zag men ook terug in de zwaarte van de gestelde eisen.
Dit systeem is vanaf 1946 in verschillende varianten tot 1984 gebruikt. Per 1 augustus 1984 kwamen de diploma's van de KNZB, OC & W, NCS en de diploma's voor schipperskinderen te vervallen. Daarna is onder andere op wens van de overheid een centraal uitgegeven nationaal zwemdiploma van start gegaan. Het onderscheid tussen diploma's voor scholieren en niet-scholieren is bij dit nieuwe zwemdiploma vervallen. De nieuw opgerichte Nationale Raad Zwemdiploma's (NRZ) kreeg de opdracht van het ministerie van WVC om de taak van het uitgeven en beheren van de Nationale Zwemdiploma's uit te voeren.

#### Nationaal zwemdiploma
Het eerste Nationale Zwemdiploma, genaamd Basiszwemdiploma, werd op 16 mei 1984 uitgereikt door Prins Bernhard. Het vernieuwde diplomasysteem, dat de BREZ (de uitgave Bepalingen Richtlijnen en Examenprogramma's Zwemdiploma's) als uitgangspunt had, bestond uit drie delen. Er waren eerst een A- en een B-diploma, die echter slechts als tussentoets dienden voor het uiteindelijke doel: het Basiszwemdiploma. Door tijdens de zwemles de "Tussentoets op weg naar het Basiszwemdiploma" te doen, konden het A- en B-diploma overgeslagen worden.
In 1998 werd het Nationale Zwemdiploma omgevormd. Men ging toen naar een systeem van drie echte diploma's, een A-, een B- en een C-diploma. De naam voor het Nationale Zwemdiploma werd Zwem-ABC. Ook bij dit systeem bleef gelden dat men pas bij het behalen van het derde diploma, het C-diploma, aan de volledige eisen van het Nationale Zwemdiploma voldeed. De BREZ is hiervoor geheel vernieuwd en gold tot 2018 als BREZ 2.0 als officiële regelgeving voor het Zwem-ABC. Daarna werd de regelgeving ondergebracht in de Examenregeling Nationale Zwemdiploma's.

### Brevetten reddingsbrigades
Tot en met 2008 was het ook mogelijk zwembrevetten te halen bij de reddingsbrigades. Vanaf 5 jaar kon men lid worden van de plaatselijke brigade en oefenen voor Brevet A en Brevet B. Men beheerste dan de basis van het zwemmen en kon eventueel verdergaan om zwemmend redden te leren. Vanaf 2009 werken ook de reddingsbrigades met de diploma's van het Zwem-ABC.